# Badugi
Il Badugi è un draw poker. Questa specialità però, pur avendo la  struttura delle puntate del poker, differisce notevolmente per la scala dei punti. Il gioco ha origini asiatiche, molto diffuso in Corea si sta diffondendo negli Stati Uniti.

## Regole e meccanica del gioco
Il badugi è giocato con limite, limite al piatto, limite a metà del piatto o senza limiti.
Dopo che due giocatori hanno piazzato i bui, vengono distribuite 4 carte a ciascun giocatore, quindi si procede a un giro di puntate. A questo punto i giocatori possono una alla volta a partire dal giocatore a sinistra bottone scartare un numero da 0 a 4 delle loro carte e riceverne altrettante. Giri di puntate e cambi di carte si ripetono per tre volte. Alla fine, al quarto giro di puntate si arriva allo showdown.

### Punti del badugi
Il badugi presenta una notevole diversità rispetto al solito poker: i punti vengono formati con quattro, tre, due o una sola carta e non con cinque.
Scopo del gioco è avere le proprie quattro carte che siano contemporaneamente di quattro semi diversi e di quattro valori diversi, nel qual caso si fa badugi (che in coreano indica un cane variopinto).

Se dopo i vari cambi permessi non si riesce a fare badugi, si devono considerare solo le carte che siano contemporaneamente di semi e valori diversi, che possono essere tre (punto 3-card), due (punto 2-card) o una sola (punto 1-card).

Un punto formato con più carte vince sempre contro un punto formato con meno carte: un badugi batte un 3-card, un 3-card batte un 2-card e un 2-card batte un 1-card.

Se due o più giocatori hanno un punto costituito da un numero uguale di carte vince colui che, come nei giochi lowball, ha le carte di valore più basso. Cioè si confrontano la carta più alta di ognuno con la carta più alta di ogni altro e vince chi ha quella di valore minore. In caso di parità, si confrontano le carte di valore più alto tra le rimanenti e così via ad oltranza sino all'esaurimento delle carte.

Se ci sono due o più punti del tutto identici, sia come numero di carte valide, sia come valore di tutte le carte, il piatto si divide.
In conclusione il punto più forte che si possa avere è 4 3 2 A di quattro semi diversi.

#### Esempio
Giocatore 1: A♣ A♥ 2♠ 3♦

Giocatore 2: 3♥ 4♠ 6♠ 7♣

Giocatore 3: 2♣ 2♥ 3♣ 4♦

Giocatore 4: 4♥ 4♣ 5♦ 6♦

Giocatore 5: 7♠ 8♦ J♥ K♣
Il giocatore 1 ha due carte dello stesso valore (due assi) e deve scartarne una. Quindi come punto ha un 3-card 3 2 A.

Il giocatore 2 ha due carte dello stesso seme (4 e 6 di picche) e deve scartarne una (ovviamente scarta quella di valore maggiore, cioè il 6). Quindi come punto ha un 3-card 7 4 3.

Il giocatore 3 ha due carte dello stesso valore (due 2) ma anche due carte dello stesso seme (2 e 3 di fiori). In questo caso non gli conviene scartare tra i doppioni la carta di maggior valore (il 3 di fiori) perché altrimenti resterebbe comunque con due carte dello stesso valore di cui dovrebbe scartarne un'altra: meglio scartare il 2 di fiori in modo da eliminare con una carta sola sia il doppio valore che il doppio seme. Quindi come punto ha un 3-card 4 3 2.

Il giocatore 4 ha due carte dello stesso valore (due 4) ma anche due carte dello stesso seme (5 e 6 di quadri). Per rimanere con carte tutte diverse sia in valore che in seme è costretto a scartarne due, un 4 e il 6. Quindi come punto ha un 2-card 5 4.

Il giocatore 5, pur avendo carte di valore molto alto, le ha tutte sia di semi che di valori diversi. Quindi come punto ha un badugi K J 8 7 e vince. A seguire i punti migliori sono nell'ordine quelli del giocatore 1, del giocatore 3, del giocatore 2 e del giocatore 4.